# 庭园白发藓
庭园白发藓（学名：Leucobryum juniperoideum）为白发藓科白发藓属下的一个种。